# Helicóptero armado

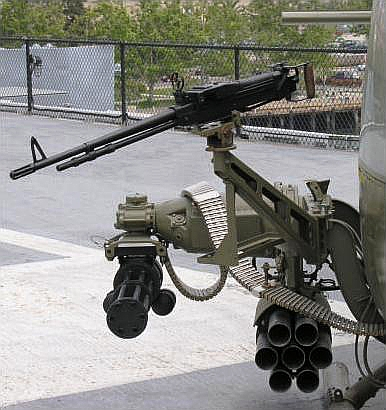
Un helicóptero UH-1C Iroquois de la época de la Guerra de Vietnam armado con lanzacohetes de 7 tubos, ametralladoras rotativas GAU-2/A y ametralladoras M60 para los artilleros de puertas, ambas de 7,62 mm.

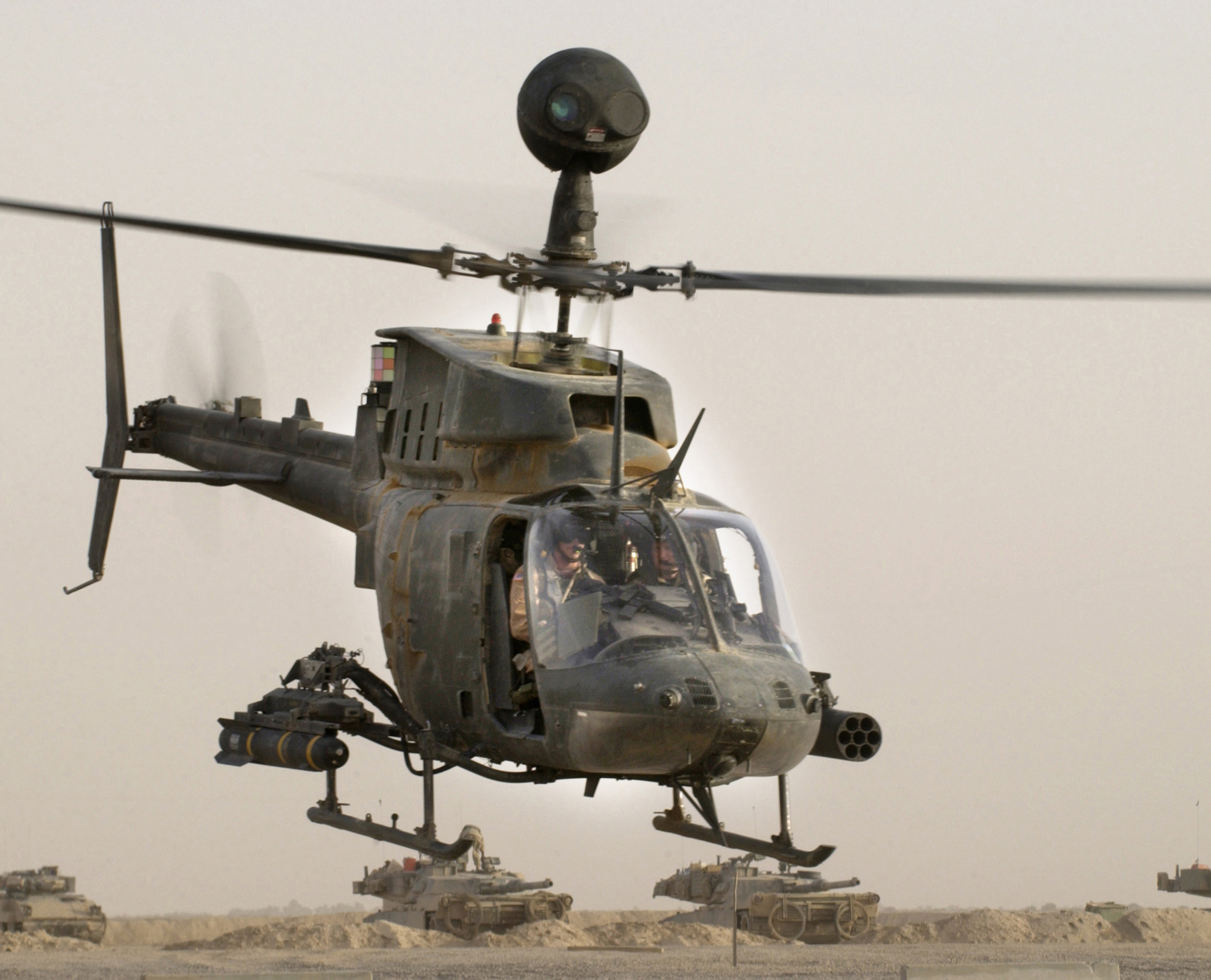
Un helicóptero de reconocimiento militar armado OH-58D Kiowa Warrior, provisto con un misil antitanque y un contenedor de 7 cohetes.

Un helicóptero armado, o artillado, es un helicóptero militar modificado con armamento, habitualmente para atacar a objetivos terrestres. Los helicópteros armados se diferencian de los helicópteros de ataque en que han sido construidos originalmente para otros usos, como transporte, reconocimiento, etc., y las monturas de armas son modificaciones, en lugar de parte del diseño inicial. El propósito de la modificación puede ser el de suplir la carencia temporal de apoyo aéreo especializado en la zona o la falta de fondos para desarrollar o adquirir helicópteros de ataque, cubriendo a la vez tareas logísticas y de combate con los helicópteros disponibles en el momento. Los helicópteros navales también pueden ser equipados, en este caso con armamento antibuque y antisubmarino, estando especializados para operar desde navíos de guerra.

## Helicópteros armados
Modelos de helicópteros armados según su aparición:
| Helicóptero                     | Primer vuelo | Introducido |
| ------------------------------- | ------------ | ----------- |
| Bell UH-1 Iroquois              | 1956         | 1959        |
| Sud-Aviation SA316 Alouette III | 1959         | 1960        |
| Mil Mi-8                        | 1961         | 1967        |
| Aérospatiale SA330 Puma         | 1965         | 1968        |
| MBB Bo 105                      | 1967         | 1970        |
| Aérospatiale SA341 Gazelle      | 1967         | 1973        |
| Bell UH-1N Twin Huey            | 1969         | 1970        |
| Agusta A109                     | 1971         | 1976        |
| Westland Lynx                   | 1971         | 1978        |
| IAR 330                         | 1975         | 1975        |
| Mil Mi-17                       | 1975         | 1977        |
| Bell 412                        | 1979         | 1981        |
| MBB/Kawasaki BK 117             | 1979         | 1982        |
| PZL W-3PL Głuszec               | 1979         | 1986        |
| Harbin Z-9                      | 1981         | 1994        |
| Bell OH-58 Kiowa                | 1983         | 1990        |
| Eurocopter AS565 Panther        | 1984         | 1986        |
| Atlas Oryx                      | 1986         | 1987        |
| AgustaWestland AW101            | 1987         | 2000        |
| Aérospatiale AS550/555 Fennec   | 1990         | 1990        |
| Bell CH-146 Griffon             | 1992         | 1995        |
| Changhe Z-11                    | 1994         | 1998        |
| NHIndustries NH90               | 1995         | 2007        |
| Sikorsky AH-60L Arpía III       | 1995         | 1999        |
| Kawasaki OH-1                   | 1996         | 2000        |
| Eurocopter EC635                | 1998         | 1998        |
| Kamov Ka-60                     | 1998         | 2003        |
| Kazan Ansat                     | 1999         | 2001        |
| AgustaWestland AW139            | 2001         | 2003        |
| Bell UH-1Y Venom                | 2001         | 2008        |
| HAL Rudra                       | 2007         | 2012        |
| AgustaWestland AW159            | 2009         | 2014        |
| HESA Shahed 285                 | 2009         | 2010        |
| Sikorsky AH-60L Arpía IV        | 2012         | 2014        |
| Harbin Z-20                     | 2013         | 2019        |
| Changhe Z-18                    | 2014         | 2018        |
| HAL Light Utility Helicopter    | 2016         | 2020        |
| KAI Light Armed Helicopter      | 2019         | En pruebas  |